# Георгиевский сельсовет (Красноярский край)
Георгиевский сельсовет - сельское поселение в Канском районе Красноярского края.
Административный центр - село Георгиевка.

## Население
| 2010 | 2012  | 2013  | 2014  | 2015  | 2016  | 2017  |
| ---- | ----- | ----- | ----- | ----- | ----- | ----- |
| 1517 | ↘1473 | ↗1511 | ↘1487 | ↘1457 | ↘1450 | ↘1425 |

## Состав сельского поселения
В состав сельского поселения входят 5 населённых пунктов:
| № | Населённый пункт     | Тип населённого пункта       | Население |
| - | -------------------- | ---------------------------- | --------- |
| 1 | Георгиевка           | село, административный центр | ↗1120     |
| 2 | Ивановка             | деревня                      | ↘248      |
| 3 | Михайловка           | деревня                      | ↘2        |
| 4 | Северо-Александровка | деревня                      | ↘82       |
| 5 | Сухо-Ерша            | деревня                      | ↘65       |

## Местное самоуправление
Георгиевский сельский Совет депутатов
Дата избрания: 14.03.2015. Срок полномочий: 5 лет. Количество депутатов:  10
Глава муниципального образования
- Панарин Сергей Владимирович. Дата избрания: 14.03.2015. Срок полномочий: 5 лет